# Руденко Олександр Миколайович
Олекса́ндр Микола́йович Руде́нко (1985—23.05.2022) — солдат Збройних Сил України, учасник російсько-української війни, який загинув під час російського вторгнення в Україну.

## Життєпис
Народився в смт Петропавлівці Дніпропетровської області.
Солдат, стрілець-помічник гранатометника 3-го механізованого відділення 1-го механізованого взводу 4-ї механізованої роти 2-го механізованого батальйону 92 ОМБр.
До війни працював на шахті «Степова» (блок № 2). У листопаді 2021 року вирішив вступити на військову службу (терміном на три роки). Відповідний контракт зі Збройними Силами України уклав 17 грудня 2021 року.
Загинув 23 травня 2022 року в бою з російськими окупантами поблизу м. Харкова внаслідок осколкових поранень від ворожого снаряду БМ-21 «Град», закривши собою трьох військовослужбовців та врятувавши їх життя. Був похований на місцевому кладовищі в Петропавлівці.

## Нагороди
- орден «За мужність» III ступеня (2022, посмертно) — за особисту мужність і самовіддані дії, виявлені у захисті державного суверенітету та територіальної цілісності України, вірність військовій присязі[2].